# Paphnuce
Ne doit pas être confondu avec Paphnuce l'Ascète ou Paphnuce de Borovsk.
Paphnuce est un moine et un évêque d'une des villes de la haute Thébaïde, né en Égypte, mort sans doute vers 350/360. On ne connaît ni précisément le nom de son siège, ni la date de sa mort. 

## Vie
Il mena la vie des solitaires du désert, fut disciple de saint Antoine, devint probablement évêque de Thèbes et fut cruellement persécuté sous Maximin II. Les mutilations dont il fut victime : œil droit crevé, tendon d'Achille de la jambe gauche coupé et condamnation aux mines, lui donnèrent un grand prestige auprès des pères du concile de Nicée quand il siégea au milieu d'eux.
Avec l’empereur Constantin, qui lui témoigna une estime toute particulière, Paphnuce reprit possession de son siège et assista au premier concile de Nicée (325).
Ce concile ayant voulu défendre aux prêtres d’habiter avec les femmes qu’ils avaient épousées étant laïques, Paphnuce, au rapport de Socrate et de Sozomène, s’éleva contre cette résolution en représentant que c’était imposer à plusieurs de ces ecclésiastiques un joug qu’ils ne pourraient porter et à leurs femmes un devoir préjudiciable à l’honneur conjugal ; qu’il fallait se conformer à ce qui s’était pratiqué jusqu’alors, que les clercs non mariés restassent célibataires et que les clercs mariés continuassent d’être époux.
Au concile de Tyr, en 335, il défendit le patriarche Athanase et détacha du parti des ariens Maxime, évêque de Jérusalem, le compagnon de son martyre. L’Église catholique honore ce saint le 11 septembre.
Paphnuce, ayant reçu la communion de la main d’un ange, demande à celui-ci l’autorisation de demeurer dans le désert jusqu’à la fin de ses jours. L’ange lui répond que Dieu a choisi pour lui une autre voie, qu’il doit retourner en Égypte et raconter aux chrétiens la vie des habitants du désert.

## Chez Anatole France
Il est aussi l'objet de la Thaïs, d'Anatole France. Paphnuce est décrit comme un abbé d'un groupe de moines cénobites égyptiens fondamentalistes (au IVe siècle après J.-C.). Il s'est retiré dans le désert pour se repentir de sa jeunesse frivole. Après des années de vie monacale, une vision le pousse à revenir sur les lieux de son adolescence. Illuminé, il se donne pour mission de "sauver l'âme" de Thaïs, courtisane de la ville d'Alexandrie, célèbre pour les qualités de son esprit autant que pour sa beauté éblouissante.

## Pièce ancienne
Il fait également l'objet de la pièce Paphnuce de Hrosvit (v. 935-v. 1001), une religieuse bénédictine de Saxe, dans laquelle il convertit la courtisane Thaïs au christianisme. Cette pièce à fait, à son tour, l'objet d'études, notamment par Sandro Sticca.

## Source
- « Paphnuce », dans Pierre Larousse, Grand dictionnaire universel du XIXe siècle, Paris, Administration du grand dictionnaire universel, 15 vol., 1863-1890 [détail des éditions].